# Jonathan Archer
Jonathan Archer és un personatge fictici de l'univers Star Trek interpretat per Scott Bakula en la sèrie Star Trek: Enterprise (2001-2005). És el capità de nau estel·lar Enterprise (NX-01) des del 2151 al 2161 i posteriorment president de la Federació Unida de Planetes. Va passar molts anys la seva vida a San Francisco, Califòrnia.
Posteriorment l'Archer és batejat com "L'explorador més gran del segle XXII" per l'historiador John Gill. Dos planetes van ser batejats en el seu honor: el planeta Archer IV, i el planeta Archer, al Sector Gamma Triangular. Una nau estel·lar també seria batejada en el seu honor, l'USS Archer (NCC-44278).
El seu esport preferit és el waterpolo i té un gos de la raça beagle anomenat Porthos.

## Biografia
Fill del famós enginyer warp Henry Archer i la seva esposa Sally, Archer va néixer al nord de l'estat de Nova York. El seu somni d'explorar començà ja des de nen. Després d'anar a viure a San Francisco, on afirmaria haver passat la majoria de la seva vida, es va unir a la Flota Estel·lar. Va créixer amb una desconfiança cap als vulcanians, ja que considerava que els havien entorpit el progrés de la Humanitat, particularment pel que fa al motor warp del seu pare.
Entrà a la flota estel·lar com a pilot en proves en nous motors de curvatura, gràcies a ell, al seu company A.G. Robinson i el futur cap d'enginyeria de l'Enterprise Charles "Trip" Tucker III aconseguiren fer anar un motor a més de factor 2.
Al final aconseguí assegurar el seu paper com a capità de l'Enterprise NX-01, la primera nau estel·lar amb capacitat de factor 5 de la humanitat.